# Jaksice (województwo zachodniopomorskie)
Jaksice – kolonia w Polsce położona w województwie zachodniopomorskim, w powiecie wałeckim, w gminie Wałcz.
W latach 1975–1998 miejscowość administracyjnie należała do województwa pilskiego.
Z Jaksic pochodzi polski żużlowiec Kazimierz Wiśniewski.